# 伊丽莎白皮尔 (赫梅利尼茨基州)
49°43′2″N 26°23′2″E / 49.71722°N 26.38389°E
伊丽莎白皮尔（羅馬化：Yelyzavetpil）是位於烏克蘭西部的村莊，由赫梅利尼茨基州赫梅利尼茨基區的泰奧菲波爾市鎮負責管轄。該村處於斯盧奇河畔，始建於1420年，面積1.471平方公里，2001年人口266。